# Hjälmaresund

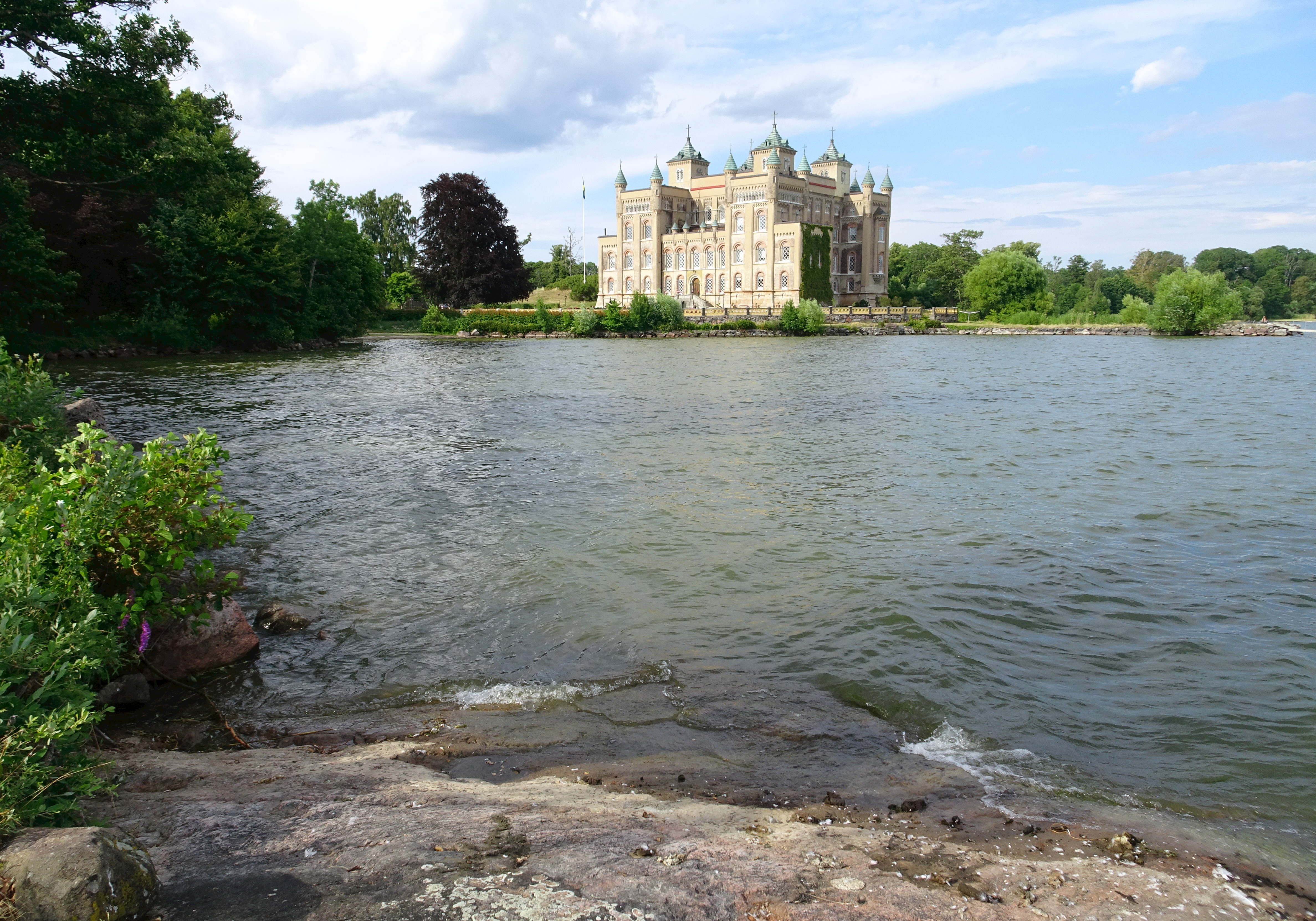
Stora Sundby slott vid Hjälmaresund.

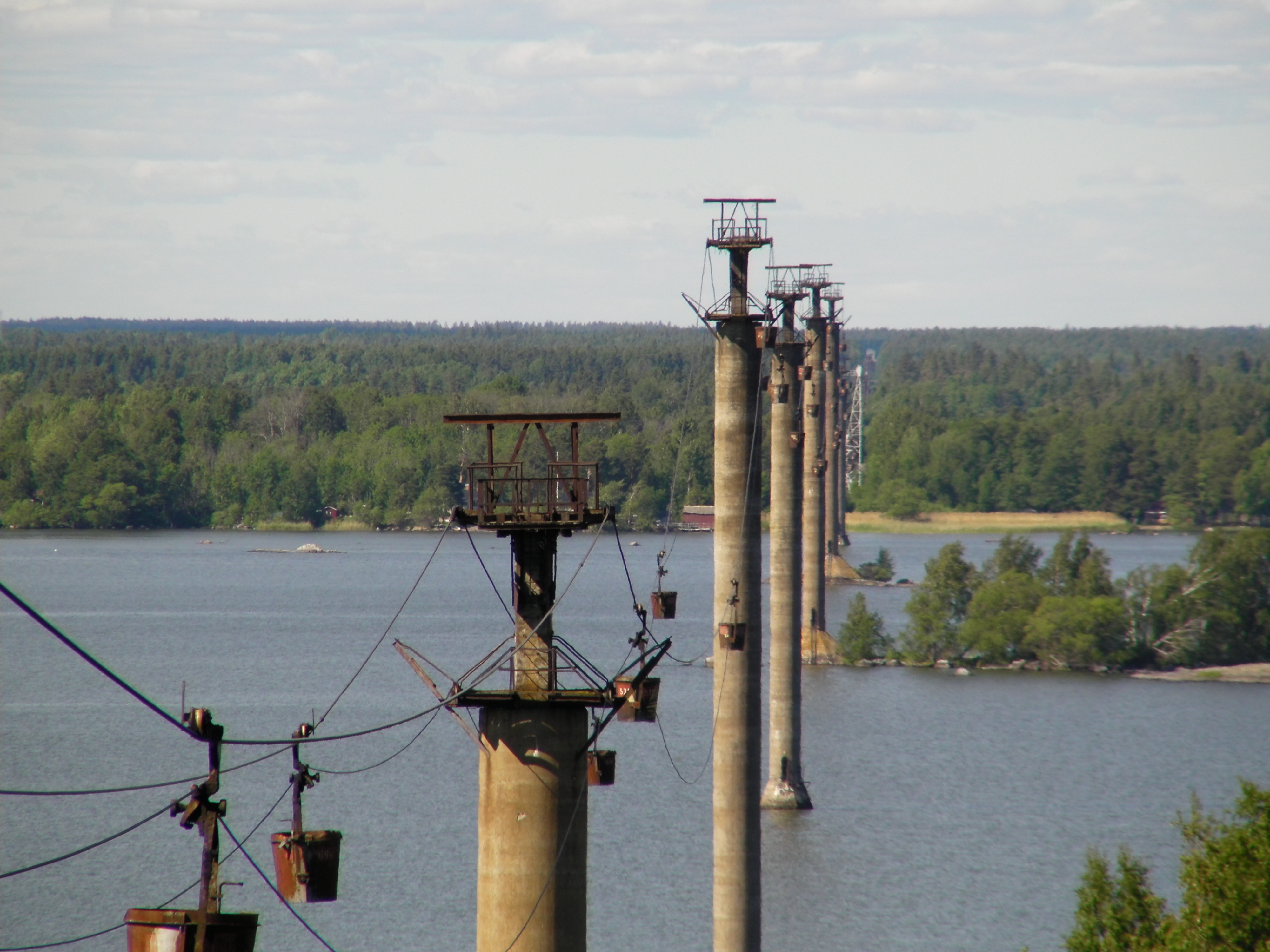
Kalklinbanan Forsby-Köping över Hjälmaresund.

Hjälmaresund är ett sund i insjön Hjälmaren och utgör gränsen mellan Storhjälmaren och Östra Hjälmaren. Vid sundets norra sida återfinns Stora Sundby slott med rötter tillbaka till 1200-talet då ett enklare försvarsverk eller kastal uppfördes vid Hjälmaresund.
Ett brev, sannolikt från 1184, för Julita kloster anger att klostret erhöll egendomar upp till det portus som kallas Ialmansund. Under medeltiden användes termen portus endast om hamnstäder, inte om naturliga hamnar. Detta har fått historikern Christian Lovén att föreslå att Hjälmaresund kan ha varit platsen för en medeltida stadsbildning som senare konkurrerades ut av Arboga på 1200-talet.
1941 invigdes kalklinbanan Forsby-Köping som går över sundet.
Sundet har sedan 1982/1983 fasta broar, vilka ersatt två tidigare bågbroar och en öppningsbar svängbro, där Riksväg 56 går. I samband med att de gamla broarna från 1929 revs, grävdes för båttrafikens skull en kanal, ett konstgjort sund mellan Slemmaviken och Vagnstaviken söder om det egentliga sundet över vilken man slog en högbro.